# Thyllis obesa
Thyllis obesa är en tvåvingeart som beskrevs av Wilhelm Ferdinand Erichson 1840. Thyllis obesa ingår i släktet Thyllis och familjen kulflugor. Inga underarter finns listade i Catalogue of Life.